# Escut de Burundi
L'escut de Burundi fou adoptat el 1966 pel nou govern republicà, en substitució de l'anterior de l'època monàrquica, que havia estat en vigor des de la independència, el 1962.
Es tracta d'un escut de gules carregat d'un cap de lleopard d'or, amb els trets ressaltats de sable; al volt, bordura d'or. Acoblades darrere l'escut, tres llances tradicionals africanes encreuades, amb la punta a dalt. A la part inferior, una cinta d'argent amb el lema nacional en francès: UNITÉ – TRAVAIL – PROGRÈS ('Unitat – Treball – Progrés'), escrit en lletres majúscules de sable.

Escut del Regne de Burundi (1962-1966)

Aquest escut deriva de l'anterior del Regne de Burundi, que també era de gules amb un cap de lleó d'or, però en comptes de tres llances acoblades en duia quatre i anava timbrat amb un tambor d'or voltat de llorer, símbol de la monarquia tutsi. El lema d'aleshores era la frase kirundi GANZA SABWA ('Regna i sigues honorat').